# Zvěstovita-(Zn)
La zvěstovita-(Zn) és un mineral de la classe dels sulfurs que pertany i dona nom al subgrup de la zvěstovita. Rep el nom de Zvěstov (República Txeca), la seva localitat tipus.

## Característiques
La zvěstovita-(Zn) és un sulfur de fórmula química Ag₆(Ag₄Zn₂)As₄S₁₂S. Va ser aprovada com a espècie vàlida per l'Associació Mineralògica Internacional l'any 2020, sent publicada l'any 2022. Cristal·litza en el sistema isomètric.
Les mostres que van servir per a determinar l'espècie, el que es coneix com a material tipus, es troben conservades a les col·leccions del departament de mineralogia i petrologia del Museu Nacional de Praga, a la República Txeca, amb el número de catàleg: p1p 50/2020, i a les col·leccions del Museu d'Història Natural de la Universitat de Pisa (Itàlia), amb el número de catàleg: 19921.

## Formació i jaciments
Va ser descoberta a la localitat de Zvěstov, situada dins el districte de Benešov (Bohèmia Central, República Txeca). També ha estat descrita a Bad Lauterberg (Baixa Saxònia, Alemanya). Aquests dos indrets són els únics de tot el planeta on ha estat descrita aquesta espècie mineral.